# تسخیرشده – سه‌بعدی
تسخیر شده -سه‌بعدی (به هندی: Haunted – 3D) فیلمی محصول سال ۲۰۱۱ و به کارگردانی ویکرام بات است. در این فیلم بازیگرانی همچون ماهاکشای چاکرابورتی، تیا باجپای، آچینت کائور و عارف زکریا ایفای نقش کرده‌اند.